# 中視綜芸台
中視綜芸台（CTV MyLife、旧名：中視生活台 / CTV Life）は、中国電視公司傘下のテレビチャンネルである。2004年6月1日に放送開始。主にテレビシリーズやバラエティ番組シリーズを放送している。